# Gypogyna forceps
Gypogyna forceps är en spindelart som beskrevs av Simon 1900. Gypogyna forceps ingår i släktet Gypogyna och familjen hoppspindlar. Inga underarter finns listade i Catalogue of Life.